# Danh sách phim VTV phát sóng năm 2003
Đây là danh sách phim VTV phát sóng trong năm 2003.
←2002 - 2003 - 2004→

## Phim Tết Nguyên Đán
Những bộ phim này phát sóng trên các kênh của VTV trong dịp Tết Nguyên Đán Quý Mùi.

## VTV1 - Phim truyện tối thứ Hai / tối thứ Hai - thứ Sáu
Lưu ý: Những khoảng thời gian không được liệt kê là dành cho các sự kiện đặc biệt.

### VTV1 - Phim truyện tối thứ Hai
Nối tiếp khung giờ của các năm trước, những bộ phim này phát sóng 21:00 đến 22:00 thứ Hai hằng tuần trên kênh VTV1.
| Thời gian                | Tên                                                                                            | Số tập                                                                                         | NSX                                                                                            | Đạo diễn                                                                                       | Bài hát chủ đề                                                                                 | Thể loại                                                                                       | Ghi chú |
| ------------------------ | ---------------------------------------------------------------------------------------------- | ---------------------------------------------------------------------------------------------- | ---------------------------------------------------------------------------------------------- | ---------------------------------------------------------------------------------------------- | ---------------------------------------------------------------------------------------------- | ---------------------------------------------------------------------------------------------- | --- |
| 13 tháng 1 - 3 tháng 3   | Đất lành                                                                                       | 7                                                                                              | Hãng phim THVN                                                                                 | Mai Hồng Phong                                                                                 |                                                                                                |                                                                                                | Hoãn 1 tập vào ngày 3 tháng 2.                                                                                      |
| 16 tháng 2 - 23 tháng 3  | Phát lại phim Dưới mái hiên, 4 tập. Bộ phim lên sóng lần đầu trên kênh DRT vào năm 1999.       | Phát lại phim Dưới mái hiên, 4 tập. Bộ phim lên sóng lần đầu trên kênh DRT vào năm 1999.       | Phát lại phim Dưới mái hiên, 4 tập. Bộ phim lên sóng lần đầu trên kênh DRT vào năm 1999.       | Phát lại phim Dưới mái hiên, 4 tập. Bộ phim lên sóng lần đầu trên kênh DRT vào năm 1999.       | Phát lại phim Dưới mái hiên, 4 tập. Bộ phim lên sóng lần đầu trên kênh DRT vào năm 1999.       | Phát lại phim Dưới mái hiên, 4 tập. Bộ phim lên sóng lần đầu trên kênh DRT vào năm 1999.       | Phát lại phim Dưới mái hiên, 4 tập. Bộ phim lên sóng lần đầu trên kênh DRT vào năm 1999.                            |
| 7 - 21 tháng 4           | Lễ mừng thọ                                                                                    | 4                                                                                              | Hãng phim THVN                                                                                 | Triệu Tuấn                                                                                     |                                                                                                | Gia đình                                                                                       | Tập 3 và 4 phát sóng vào ngày 21 tháng 4.                                                                           |
| 28 - 30 tháng 4          | Ấp ba nhà                                                                                      | 3 (75 phút)                                                                                    | VTV và KGTV                                                                                    | Trần Vịnh                                                                                      | Ấp ba nhà Trình bày: Hà Vi                                                                     | Lịch sử, chiến tranh                                                                           | Phát sóng 3 tập liên tiếp để chào mừng kỷ niệm Ngày Thống nhất. Chuyển thể từ truyện ngắn cùng tên của Lê Vĩnh Hòa. |
| 5 - 19 tháng 5           | Tình yêu của tôi                                                                               | 3                                                                                              | Hãng phim THVN                                                                                 | Bùi Huy Thuần                                                                                  |                                                                                                | Lãng mạn                                                                                       | |
| 26 tháng 5 - 28 tháng 7  | Đối mặt                                                                                        | 10                                                                                             | Hãng phim THVN                                                                                 |                                                                                                |                                                                                                |                                                                                                | |
| 4 tháng 8 - 1 tháng 9    | Lời thề Đất Mũi                                                                                | 5                                                                                              | VTV và CTV                                                                                     | Trần Văn Hưng                                                                                  | Lời thề Đất Mũi Trình bày: Hoa Phượng                                                          | Lịch sử                                                                                        | |
| 8 - 15 tháng 9           | Phát lại phim Phong lan đỏ, 2 tập. Bộ phim lên sóng lần đầu trên kênh HTV7 vào năm 1997.       | Phát lại phim Phong lan đỏ, 2 tập. Bộ phim lên sóng lần đầu trên kênh HTV7 vào năm 1997.       | Phát lại phim Phong lan đỏ, 2 tập. Bộ phim lên sóng lần đầu trên kênh HTV7 vào năm 1997.       | Phát lại phim Phong lan đỏ, 2 tập. Bộ phim lên sóng lần đầu trên kênh HTV7 vào năm 1997.       | Phát lại phim Phong lan đỏ, 2 tập. Bộ phim lên sóng lần đầu trên kênh HTV7 vào năm 1997.       | Phát lại phim Phong lan đỏ, 2 tập. Bộ phim lên sóng lần đầu trên kênh HTV7 vào năm 1997.       | Phát lại phim Phong lan đỏ, 2 tập. Bộ phim lên sóng lần đầu trên kênh HTV7 vào năm 1997.                            |
| 22 tháng 9 - 13 tháng 10 | Phát lại phim Cô thư ký xinh đẹp, 4 tập. Bộ phim lên sóng lần đầu trên kênh HTV9 vào năm 2000. | Phát lại phim Cô thư ký xinh đẹp, 4 tập. Bộ phim lên sóng lần đầu trên kênh HTV9 vào năm 2000. | Phát lại phim Cô thư ký xinh đẹp, 4 tập. Bộ phim lên sóng lần đầu trên kênh HTV9 vào năm 2000. | Phát lại phim Cô thư ký xinh đẹp, 4 tập. Bộ phim lên sóng lần đầu trên kênh HTV9 vào năm 2000. | Phát lại phim Cô thư ký xinh đẹp, 4 tập. Bộ phim lên sóng lần đầu trên kênh HTV9 vào năm 2000. | Phát lại phim Cô thư ký xinh đẹp, 4 tập. Bộ phim lên sóng lần đầu trên kênh HTV9 vào năm 2000. | Phát lại phim Cô thư ký xinh đẹp, 4 tập. Bộ phim lên sóng lần đầu trên kênh HTV9 vào năm 2000.                      |

### VTV1 - Phim thứ Hai - thứ Sáu
Bắt đầu từ ngày 20 tháng 10, khung phim truyện tối trên kênh VTV1 (bao gồm khung giờ tối thứ Hai cho phim Việt Nam và khung giờ tối thứ Ba - thứ Sáu cho phim nước ngoài) đã được chia làm hai vào các ngày từ thứ Hai đến thứ Sáu (21:00 - 22:00 dành cho phim Việt Nam và 22:00 - 23:00 dành cho phim nước ngoài).
Lưu ý: Kể từ ngày 1 tháng 8 năm 2003, Hãng phim truyền hình Việt Nam đã được đổi tên thành Trung tâm Phim truyền hình Việt Nam (còn gọi là Trung tâm sản xuất phim truyền hình - Đài truyền hình Việt Nam) với tên viết tắt là VFC.
| Thời gian                                 | Tên | Số tập | NSX | Đạo diễn | Bài hát chủ đề | Thể loại | Ghi chú |
| ----------------------------------------- | --- | --- | --- | --- | --- | --- | --- |
| 20 tháng 10 - 24 tháng 11                 | Bắt đầu với việc phát lại phim Dòng đời, 52 tập, 2 tập/ngày. Bộ phim lên sóng lần đầu trên kênh HTV9 vào năm 2001.                              | Bắt đầu với việc phát lại phim Dòng đời, 52 tập, 2 tập/ngày. Bộ phim lên sóng lần đầu trên kênh HTV9 vào năm 2001.                              | Bắt đầu với việc phát lại phim Dòng đời, 52 tập, 2 tập/ngày. Bộ phim lên sóng lần đầu trên kênh HTV9 vào năm 2001.                              | Bắt đầu với việc phát lại phim Dòng đời, 52 tập, 2 tập/ngày. Bộ phim lên sóng lần đầu trên kênh HTV9 vào năm 2001.                              | Bắt đầu với việc phát lại phim Dòng đời, 52 tập, 2 tập/ngày. Bộ phim lên sóng lần đầu trên kênh HTV9 vào năm 2001.                              | Bắt đầu với việc phát lại phim Dòng đời, 52 tập, 2 tập/ngày. Bộ phim lên sóng lần đầu trên kênh HTV9 vào năm 2001.                              | Bắt đầu với việc phát lại phim Dòng đời, 52 tập, 2 tập/ngày. Bộ phim lên sóng lần đầu trên kênh HTV9 vào năm 2001.                              |
| 25 tháng 11 - 2 tháng 12                  | Gió thổi qua rừng | 7 | VFC | Triệu Tuấn | | Dân tộc thiểu số | Dựa theo truyện ngắn cùng tên của Nguyễn Hữu Nhàn.                                                                                              |
| 4 tháng 12                                | SEA Games của Xuân Cồ | 1 | VFC | Vũ Minh Trí | | Hài kịch | Sản xuất nhân dịp SEA Games 2003. |
| 8 - 15 tháng 12                           | Phát lại phim Những năm tháng đã qua, 5 tập. Bộ phim lên sóng lần đầu trên kênh HTV7 vào năm 1997. Lưu ý: Hoãn 1 tập vào ngày 9 và 11 tháng 12. | Phát lại phim Những năm tháng đã qua, 5 tập. Bộ phim lên sóng lần đầu trên kênh HTV7 vào năm 1997. Lưu ý: Hoãn 1 tập vào ngày 9 và 11 tháng 12. | Phát lại phim Những năm tháng đã qua, 5 tập. Bộ phim lên sóng lần đầu trên kênh HTV7 vào năm 1997. Lưu ý: Hoãn 1 tập vào ngày 9 và 11 tháng 12. | Phát lại phim Những năm tháng đã qua, 5 tập. Bộ phim lên sóng lần đầu trên kênh HTV7 vào năm 1997. Lưu ý: Hoãn 1 tập vào ngày 9 và 11 tháng 12. | Phát lại phim Những năm tháng đã qua, 5 tập. Bộ phim lên sóng lần đầu trên kênh HTV7 vào năm 1997. Lưu ý: Hoãn 1 tập vào ngày 9 và 11 tháng 12. | Phát lại phim Những năm tháng đã qua, 5 tập. Bộ phim lên sóng lần đầu trên kênh HTV7 vào năm 1997. Lưu ý: Hoãn 1 tập vào ngày 9 và 11 tháng 12. | Phát lại phim Những năm tháng đã qua, 5 tập. Bộ phim lên sóng lần đầu trên kênh HTV7 vào năm 1997. Lưu ý: Hoãn 1 tập vào ngày 9 và 11 tháng 12. |
| 22 - 26 tháng 12                          | Những người lính biển | 7 | Trung tâm THVN tại TP HCM | Trần Vịnh | Những người lính biển Trình bày: Dàn nhạc & dàn hợp xướng của VOV                                                                               | Lịch sử, chiến tranh, hành động | Sản xuất để chào mừng ngày thành lập Quân đội nhân dân Việt Nam.                                                                                |
| 29 tháng 12 năm 2003 - 4 tháng 2 năm 2004 | Phát lại phim Đất và người, 24 tập. Bộ phim lên sóng lần đầu cũng trên kênh VTV1 vào năm 2002. Lưu ý: Hoãn 1 tập vào ngày 30 tháng 12.          | Phát lại phim Đất và người, 24 tập. Bộ phim lên sóng lần đầu cũng trên kênh VTV1 vào năm 2002. Lưu ý: Hoãn 1 tập vào ngày 30 tháng 12.          | Phát lại phim Đất và người, 24 tập. Bộ phim lên sóng lần đầu cũng trên kênh VTV1 vào năm 2002. Lưu ý: Hoãn 1 tập vào ngày 30 tháng 12.          | Phát lại phim Đất và người, 24 tập. Bộ phim lên sóng lần đầu cũng trên kênh VTV1 vào năm 2002. Lưu ý: Hoãn 1 tập vào ngày 30 tháng 12.          | Phát lại phim Đất và người, 24 tập. Bộ phim lên sóng lần đầu cũng trên kênh VTV1 vào năm 2002. Lưu ý: Hoãn 1 tập vào ngày 30 tháng 12.          | Phát lại phim Đất và người, 24 tập. Bộ phim lên sóng lần đầu cũng trên kênh VTV1 vào năm 2002. Lưu ý: Hoãn 1 tập vào ngày 30 tháng 12.          | Phát lại phim Đất và người, 24 tập. Bộ phim lên sóng lần đầu cũng trên kênh VTV1 vào năm 2002. Lưu ý: Hoãn 1 tập vào ngày 30 tháng 12.          |

## Lần đầu tiên trên màn ảnh VTV3
Những bộ phim này phát sóng vào buổi tối Chủ Nhật hằng tuần sau chương trình Thời sự 19:00 (phát sóng muộn hơn hoặc hoãn khi diễn ra sự kiện đặc biệt) trong chương trình Lần đầu tiên trên màn ảnh VTV3. Khung giờ này đã dừng phát sóng từ tháng 12 cùng năm, một phần vì lịch phát sóng SEA Games 2003.
| Thời gian             | Tên                                                                                                | Số tập                                                                                             | NSX                                                                                                | Đạo diễn                                                                                           | Bài hát chủ đề                                                                                     | Thể loại                                                                                           | Ghi chú                                                                                            |
| --------------------- | -------------------------------------------------------------------------------------------------- | -------------------------------------------------------------------------------------------------- | -------------------------------------------------------------------------------------------------- | -------------------------------------------------------------------------------------------------- | -------------------------------------------------------------------------------------------------- | -------------------------------------------------------------------------------------------------- | -------------------------------------------------------------------------------------------------- |
| 19 tháng 1            | Mật đắng                                                                                           | 1                                                                                                  | | Hoàng Thanh Du                                                                                     | | Hài kịch                                                                                           | |
| 9 tháng 2 - 6 tháng 4 | Nấc thang mới                                                                                      | 8                                                                                                  | Hãng phim THVN                                                                                     | Trọng Trinh                                                                                        | Nấc thang mới                                                                                      | Lãng mạn                                                                                           | Hoãn 1 tập vào ngày 16 tháng 3.                                                                    |
| 13 tháng 4            | Miền nhớ                                                                                           | 1                                                                                                  | | Nguyễn Trọng Thắng                                                                                 | | Nông thôn                                                                                          | |
| 20 tháng 4            | Phát lại phim Hẹn gặp lại. Bộ phim 1 tập lên sóng lần đầu cũng trên kênh HanoiTV vào dịp Tết 2003. | Phát lại phim Hẹn gặp lại. Bộ phim 1 tập lên sóng lần đầu cũng trên kênh HanoiTV vào dịp Tết 2003. | Phát lại phim Hẹn gặp lại. Bộ phim 1 tập lên sóng lần đầu cũng trên kênh HanoiTV vào dịp Tết 2003. | Phát lại phim Hẹn gặp lại. Bộ phim 1 tập lên sóng lần đầu cũng trên kênh HanoiTV vào dịp Tết 2003. | Phát lại phim Hẹn gặp lại. Bộ phim 1 tập lên sóng lần đầu cũng trên kênh HanoiTV vào dịp Tết 2003. | Phát lại phim Hẹn gặp lại. Bộ phim 1 tập lên sóng lần đầu cũng trên kênh HanoiTV vào dịp Tết 2003. | Phát lại phim Hẹn gặp lại. Bộ phim 1 tập lên sóng lần đầu cũng trên kênh HanoiTV vào dịp Tết 2003. |